# Miss Mundo Universitária
Miss Mundo Universitária é um concurso de beleza feminino realizado anualmente e majoritariamente na Coreia do Sul. Foi idealizado para ajudar a promover o Ano Internacional da Paz, instituído pela Organização das Nações Unidas através da International Association of University Presidents em 1986. Quase todo ano, mais de cinquenta países participam da competição que, de certa forma é mal visto pelos entusiastas do gênero de concursos de beleza, por ser mal organizado, isto é, deixando a desejar em certos aspectos, como: não realização anual, pouca recepção e cobertura midiática e a classificação de apenas três candidatas na noite final. O Brasil venceu apenas uma vez, na edição de 2000 com a Miss Brasil 1999, gaúcha e posteriormente apresentadora da Band, Renata Fan.

## Vencedoras
Para ver as classificações das brasileiras neste certame, vá até Miss Brasil Universitária.
| Ano  | Edição                                                               | Campeã                                                               | País                                                                 | Local do Evento                                                      | C                                                                    | R                                                                    |
| 1986 | 1ª                                                                   | Rosalie Van Breemen                                                  | Países Baixos                                                        | Seul                                                                 | 30                                                                   | [ 1 ]                                                                |
| 1987 | 2ª                                                                   | Choi Yun-hee                                                         | Coreia do Sul                                                        | Seul                                                                 | 30                                                                   | [ 2 ]                                                                |
| 1988 | 3ª                                                                   | Kathryn Elizabeth                                                    | Estados Unidos                                                       | Seul                                                                 | 43                                                                   | [ 2 ]                                                                |
| 1989 | 4ª                                                                   | Piyardashini Pradhan                                                 | India                                                                | Tóquio                                                               | 56                                                                   | [ 3 ]                                                                |
| 1990 | 5ª                                                                   | Yekaterina Parfyonova                                                | União Soviética                                                      | Seul                                                                 | 73                                                                   | [ 4 ]                                                                |
| 1991 | 6ª                                                                   | Celeste Donna Weaver                                                 | Estados Unidos                                                       | Seul                                                                 | 66                                                                   | [ 2 ]                                                                |
| 1992 | 7ª                                                                   | Heidrun Björnsdóttir                                                 | Islândia                                                             | Seul                                                                 | 59                                                                   | [ 2 ]                                                                |
| 1993 | 8ª                                                                   | Ewa Wachowicz                                                        | Polônia                                                              | Taejon                                                               | -                                                                    | [ 5 ]                                                                |
| 1994 | Concurso não realizado devido a 1ª crise nuclear da Coreia do Norte. | Concurso não realizado devido a 1ª crise nuclear da Coreia do Norte. | Concurso não realizado devido a 1ª crise nuclear da Coreia do Norte. | Concurso não realizado devido a 1ª crise nuclear da Coreia do Norte. | Concurso não realizado devido a 1ª crise nuclear da Coreia do Norte. | Concurso não realizado devido a 1ª crise nuclear da Coreia do Norte. |
| 1995 | 9ª                                                                   | Birgitta Unnar                                                       | Islândia                                                             | Seul                                                                 | 46                                                                   | [ 2 ]                                                                |
| 1996 | 10ª                                                                  | Laura García                                                         | Espanha                                                              | Gangwon                                                              | 45                                                                   | [ 6 ]                                                                |
| 1997 | 11ª                                                                  | Jang Jie-hun                                                         | Coreia do Sul                                                        | Suwon                                                                | 50                                                                   | [ 2 ]                                                                |
| 1998 | Concurso não realizado devido a Crise financeira asiática de 1997.   | Concurso não realizado devido a Crise financeira asiática de 1997.   | Concurso não realizado devido a Crise financeira asiática de 1997.   | Concurso não realizado devido a Crise financeira asiática de 1997.   | Concurso não realizado devido a Crise financeira asiática de 1997.   | Concurso não realizado devido a Crise financeira asiática de 1997.   |
| 1999 | Concurso não realizado devido a Crise financeira asiática de 1997.   | Concurso não realizado devido a Crise financeira asiática de 1997.   | Concurso não realizado devido a Crise financeira asiática de 1997.   | Concurso não realizado devido a Crise financeira asiática de 1997.   | Concurso não realizado devido a Crise financeira asiática de 1997.   | Concurso não realizado devido a Crise financeira asiática de 1997.   |
| 2000 | 12ª                                                                  | Renata Fan                                                           | Brasil                                                               | Seul                                                                 | 46                                                                   | [ 7 ]                                                                |
| 2001 | 13ª                                                                  | Elena Pechlivanidou                                                  | Grécia                                                               | Seul                                                                 | 33                                                                   | [ 2 ]                                                                |
| 2002 | Concurso não realizado devido a Copa do Mundo FIFA de 2002.          | Concurso não realizado devido a Copa do Mundo FIFA de 2002.          | Concurso não realizado devido a Copa do Mundo FIFA de 2002.          | Concurso não realizado devido a Copa do Mundo FIFA de 2002.          | Concurso não realizado devido a Copa do Mundo FIFA de 2002.          | Concurso não realizado devido a Copa do Mundo FIFA de 2002.          |
| 2003 | 14ª                                                                  | Ayusha Shrestha                                                      | Nepal                                                                | Taegu                                                                | 30                                                                   | [ 8 ]                                                                |
| 2004 | 15ª                                                                  | Julija Djadenko                                                      | Letônia                                                              | Shenzhen                                                             | 46                                                                   | [ 9 ]                                                                |
| 2005 | 16ª                                                                  | Jade Collins                                                         | Nova Zelândia                                                        | Seul                                                                 | 26                                                                   | [ 10 ]                                                               |
| 2006 | 17ª                                                                  | Cristiana Frixione                                                   | Nicarágua                                                            | Busan                                                                | 43                                                                   | [ 11 ]                                                               |
| 2007 | 18ª                                                                  | Aleksandra Plemić                                                    | Alemanha                                                             | Seul                                                                 | 48                                                                   | [ 12 ]                                                               |
| 2008 | 19ª                                                                  | Sarnai Amar                                                          | Mongólia                                                             | Shenzhen                                                             | 46                                                                   | [ 13 ]                                                               |
| 2009 | 20ª                                                                  | Cho Eun-ju                                                           | Coreia do Sul                                                        | Seul                                                                 | 36                                                                   | [ 14 ]                                                               |
| 2010 | 21ª                                                                  | Katie Helen Farr                                                     | Inglaterra                                                           | Seul                                                                 | 42                                                                   | [ 15 ]                                                               |
| 2011 | 22ª                                                                  | Ysabel Bojórquez                                                     | Estados Unidos                                                       | Gangwon                                                              | 64                                                                   | [ 16 ]                                                               |
| 2012 | 23ª                                                                  | Mia Hasanagić                                                        | Dinamarca                                                            | Seul                                                                 | 44                                                                   | [ 17 ]                                                               |
| 2013 | Concurso não realizado devido a crise na península coreana.          | Concurso não realizado devido a crise na península coreana.          | Concurso não realizado devido a crise na península coreana.          | Concurso não realizado devido a crise na península coreana.          | Concurso não realizado devido a crise na península coreana.          | Concurso não realizado devido a crise na península coreana.          |
| 2014 | 24ª                                                                  | Karina Jiménez                                                       | México                                                               | Gangwon                                                              | 41                                                                   | [ 18 ]                                                               |
| 2015 | Concurso não realizado devido a crise na península coreana.          | Concurso não realizado devido a crise na península coreana.          | Concurso não realizado devido a crise na península coreana.          | Concurso não realizado devido a crise na península coreana.          | Concurso não realizado devido a crise na península coreana.          | Concurso não realizado devido a crise na península coreana.          |
| 2016 | 25ª                                                                  | Kelin Rivera Kroll                                                   | Peru                                                                 | Beijing                                                              | 57                                                                   | [ 19 ]                                                               |
| 2017 | 26ª                                                                  | Claudia Moras Báez                                                   | Cuba                                                                 | Phnom Penh                                                           | 83                                                                   | [ 20 ]                                                               |
| 2018 | 27ª                                                                  | Adriana Moya                                                         | Costa Rica                                                           | Seul                                                                 | 47                                                                   | [ 21 ]                                                               |
| 2019 | 28ª                                                                  | Nguyễn Khoa                                                          | Vietnã                                                               | Ilha de Jeju                                                         | 43                                                                   | [ 22 ]                                                               |
| 2020 | Concurso não realizado devido a pandemia global de COVID-19.         | Concurso não realizado devido a pandemia global de COVID-19.         | Concurso não realizado devido a pandemia global de COVID-19.         | Concurso não realizado devido a pandemia global de COVID-19.         | Concurso não realizado devido a pandemia global de COVID-19.         | Concurso não realizado devido a pandemia global de COVID-19.         |
| 2021 | Concurso não realizado devido a pandemia global de COVID-19.         | Concurso não realizado devido a pandemia global de COVID-19.         | Concurso não realizado devido a pandemia global de COVID-19.         | Concurso não realizado devido a pandemia global de COVID-19.         | Concurso não realizado devido a pandemia global de COVID-19.         | Concurso não realizado devido a pandemia global de COVID-19.         |
| 2022 | 29ª                                                                  | Isabella Oldenburg                                                   | Costa Rica                                                           | Seul                                                                 | 75                                                                   | [ 23 ]                                                               |

### Galeria

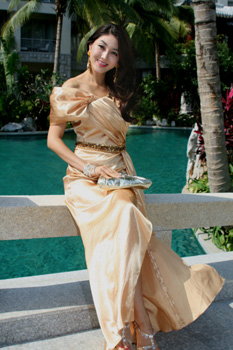
Miss Mundo Universitária 2010 Cho Eun-ju.
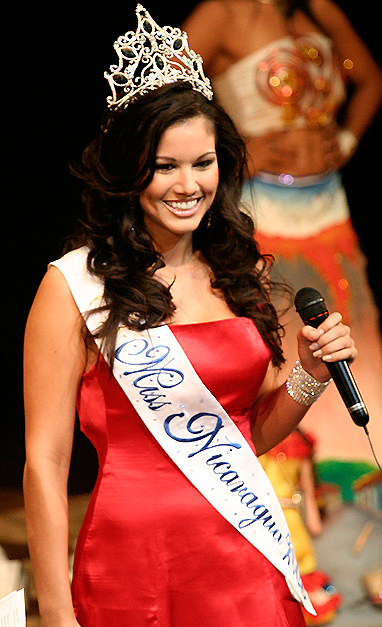
Miss Mundo Universitária 2006 Cristiana Frixione.
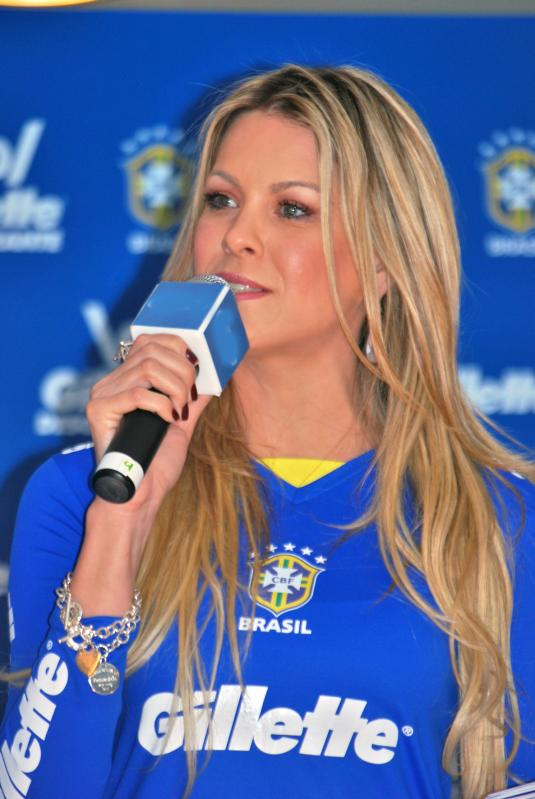
Miss Mundo Universitária 2000 Renata Fan.
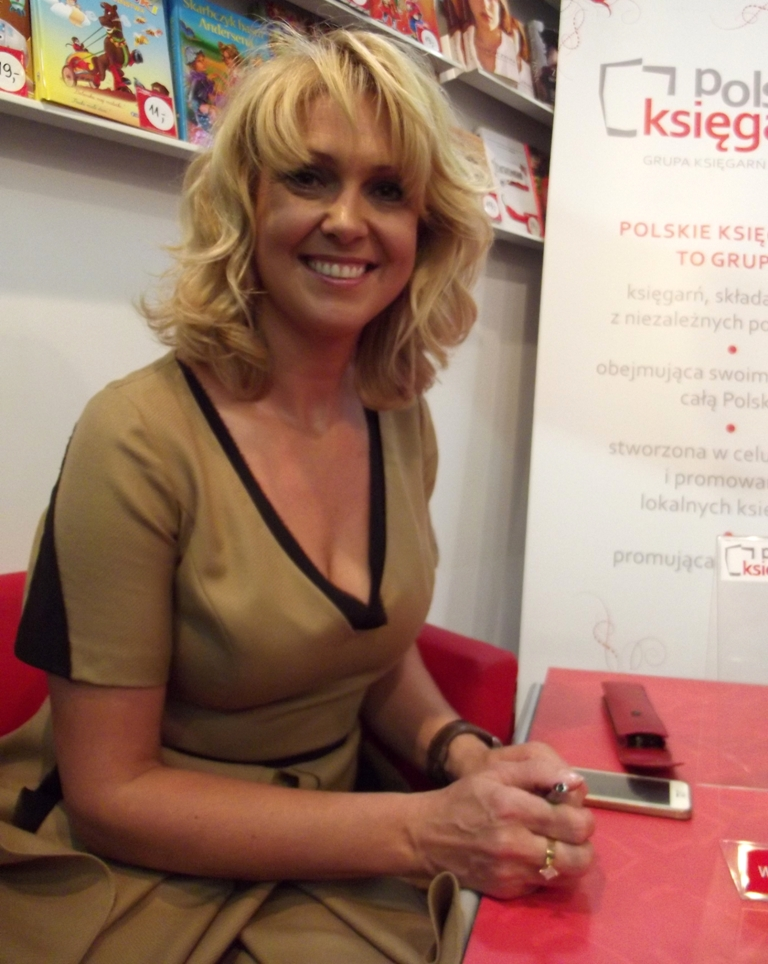
Miss Mundo Universitária 1993 Ewa Wachowicz.

## Títulos por País
| País            | Títulos | Vitórias         |
| Estados Unidos  | 3       | 1988, 1991, 2011 |
| Coreia do Sul   | 3       | 1987, 1997, 2009 |
| Costa Rica      | 2       | 2018, 2022       |
| Islândia        | 2       | 1992, 1995       |
| Vietnã          | 1       | 2019             |
| Cuba            | 1       | 2017             |
| Peru            | 1       | 2016             |
| México          | 1       | 2014             |
| Dinamarca       | 1       | 2012             |
| Inglaterra      | 1       | 2011             |
| Mongólia        | 1       | 2008             |
| Alemanha        | 1       | 2007             |
| Nicarágua       | 1       | 2006             |
| Nova Zelândia   | 1       | 2005             |
| Letônia         | 1       | 2004             |
| Nepal           | 1       | 2003             |
| Grécia          | 1       | 2001             |
| Brasil          | 1       | 2000             |
| Espanha         | 1       | 1996             |
| Polônia         | 1       | 1993             |
| União Soviética | 1       | 1990             |
| Índia           | 1       | 1989             |
| Países Baixos   | 1       | 1986             |

## Ligações Externas
- Site Oficial do Concurso (em inglês)

- Site Oficial do Concurso (em coreano)